# ポール・ガブリヤーガ
ポール・ガブリヤーガ（Paul Gabrillagues、1993年6月3日 - ）は、トップ14スタッド・フランセ・パリに所属するラグビー選手。

## プロフィール
- フランス・パリ出身。
- ポジションはロック(LO)。
- 身長 199cm、体重 119kg
- フランス代表キャップは16（2021年1月現在）でラグビーワールドカップ2019のフランス代表に選ばれた[1]。

## 略歴
2017年、スタッド・フランセ・パリに加入。 